# Giuseppe Bettiol

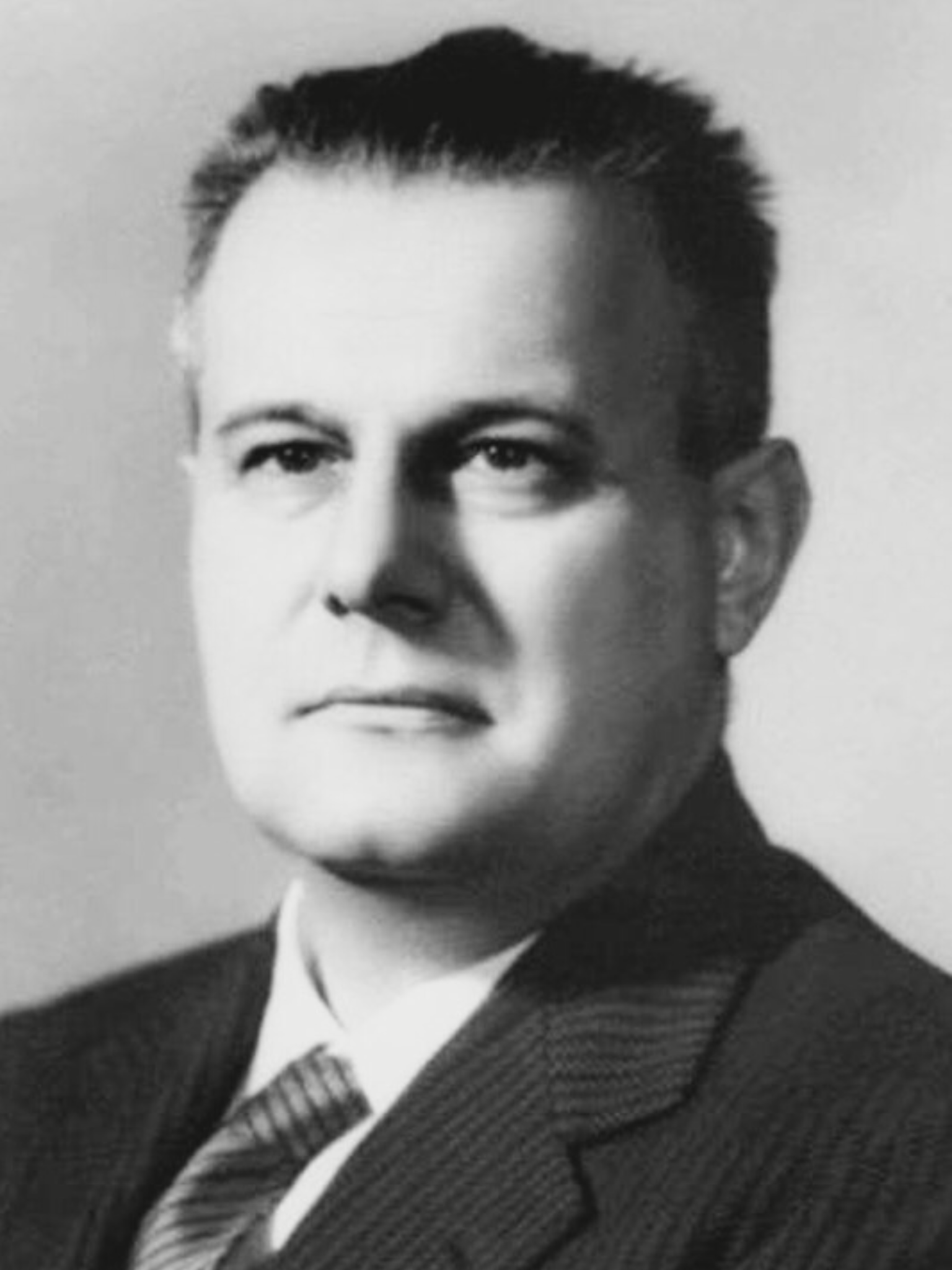
Giuseppe Bettiol

Giuseppe Maria Bettiol (* 26. September 1907 in Cervignano del Friuli, Provinz Udine; † 29. Mai 1982 in Padua, Provinz Padua) war ein italienischer Hochschullehrer und Politiker der Christdemokratischen Partei DC (Democrazia Cristiana), der zwischen 1945 und 1946 Mitglied des Nationalrates (Consulta Nazionale), von 1946 bis 1948 Mitglied der Verfassunggebenden Versammlung (Assemblea Costituente), von 1948 bis 1968 Mitglied der Abgeordnetenkammer (Camera dei deputati) sowie zwischen 1968 und 1976 Mitglied des Senats (Senato della Repubblica) war. Er bekleidete verschiedene Ministerämter und war 1953 Minister für öffentlichen Unterricht und von 1959 bis 1960 Minister ohne Geschäftsbereich beim Ministerpräsidenten für die Beziehungen zum Parlament. Darüber hinaus war er zwischen 1954 und 1958, von 1960 bis 1963 sowie zwischen 1969 und 1976 Mitglied der Parlamentarischen Versammlung des Europarates.

## Leben

### Studium, Jurist und Hochschullehrer
Giuseppe Maria Bettiol absolvierte ein Studium der Rechtswissenschaften an der Katholischen Universität vom Heiligen Herzen in Mailand, das er mit einem Laurea in giurisprudenza beendete, und war als Universitätsdozent an der Universität Urbino, der Universität Cagliari sowie der Universität Triest tätig. Zu Beginn dieser Lehr- und Forschungstätigkeit verfasste er zahlreiche juristische Fachbücher zum Strafrecht, in denen er sich mit der Wirksamkeit des Brauchtums im Strafrecht (L’efficacia della consuetudine nel diritto penale, 1931), der Ordnung der Autorität im Strafrecht (L’ordine dell'autorità nel diritto penale, 1934), den Zusammenhang zwischen Anklage und Urteil im Strafprozess (La correlazione fra accusa e sentenza nel processo penale, 1936) sowie Vermutungen im Strafrecht und Strafverfahren (Sulle presunzioni nel diritto e nella procedura penale, 1938) beschäftigte. 1943 nahm er den Ruf auf die ordentliche Professur am Lehrstuhl für Strafrecht an der Universität Padua an und lehrte dort bis zu seinem Tode 1982. Während seiner dortigen Lehrtätigkeit verfasste er mit Diritto penale. Parte generale 1945 ein Standardlehrbuch zum Allgemeinen Teil des Strafrechts, das in zahlreichen Neuauflagen bis 1982 erschien.

### Mitglied des Nationalrates, der Verfassunggebenden Versammlung und der Abgeordnetenkammer, Minister
Nach dem Ende des Zweiten Weltkrieges war Merlin zwischen dem 25. September 1945 und dem 24. Juni 1946 Mitglied des Nationalrates (Consulta nazionale). Bei der Wahl am 2. Juni 1946 wurde er für die Christdemokratische Partei DC (Democrazia Cristiana) im Wahlkreis Verona zum Mitglied der Verfassunggebenden Versammlung (Assemblea Costituente) gewählt und gehörte dieser bis zum 31. Januar 1948 an. Während seiner dortigen Mitgliedschaft war er vom 26. Juni 1946 bis zum 31. Januar 1948 Mitglied des Rates für Wahlen (Giunta delle elezioni) sowie zwischen dem 19. Juli 1946 und dem 31. Januar 1948 sowohl Mitglied der Kommission für internationale Verträge (Commissione per i trattati internazionali) als auch der Verfassungskommission (Commissione per la costituzione).
Bei den Wahlen vom 18. April 1948 wurde Bettiol für die Christdemokratischen Partei DC (Democrazia Cristiana) im Wahlkreis Verona zum ersten Mal zum Mitglied der Abgeordnetenkammer (Camera dei deputati) gewählt. In der darauf folgenden ersten Legislaturperiode (1948 bis 1953) war er vom 11. Juni 1948 bis zum 24. Juni 1953 Mitglied der Kommission für Auswärtige Angelegenheiten (II Commissione (Affari Esteri)) sowie zeitgleich Mitglied der Justizkommission (Commission (Giustizia)). Er war zwischen dem 15. Juni 1948 und dem 1. Juli 1952 Präsident der Justizkommission, vom 8. Mai 1948 bis zum 25. Januar 1951 Präsident der Unterkommission für die Prüfung von Anträgen auf Genehmigung zur Entscheidung (Sottocommissione per l’Esame delle Domande di Autorizzazione a Procedere in Giudizio) sowie zwischen dem 15. Juni 1948 und dem 31. Januar 1950 auch als Präsident der Parlamentarischen Kommission für Rundfunktaufsicht (Commissione parlamentare per la Vigilanza sulle Radiodiffusioni). Ferner war er vom 7. Dezember 1950 bis zum 24. Juni 1953 Vize-Vorsitzender der DC-Fraktion in der Abgeordnetenkammer.
Bettiol wurde für die DC im Wahlkreis Verona bei den Wahlen vom 7. Juni 1953 wieder zum Mitglied der Abgeordnetenkammer gewählt. In der zweiten Legislaturperiode (1953 bis 1958) war er zwischen dem 1. Juli 1953 und 11. Juni 1958 Mitglied und Präsident der Kommission für Auswärtige Angelegenheiten. Im Kabinett De Gasperi VIII fungierte er zwischen dem 16. Juli und dem 17. August 1953 als Minister für öffentlichen Unterricht (Ministro della Pubblica istruzione). Ferner war er vom 7. Mai 1954 bis zum 11. Juni 1958 Mitglied der Parlamentarischen Versammlung des Europarates sowie zwischen dem 9. April 1957 und dem 11. Juni 1958 Präsident der Sonderkommission zur Prüfung des Gesetzes Nr. 2814 zur Ratifizierung der Verträge über den Gemeinsamen Markt und Euratom.
Bei den Wahlen am 25. Mai 1958 wurde er im Wahlkreis Verona abermals zum Mitglied der Abgeordnetenkammer gewählt. In der darauf folgenden dritten Legislaturperiode (1958 bis 1963) war er zwischen dem 12. Juni 1958 und dem 15. Mai 1963 Mitglied sowie ferner vom 30. Juli 1958 bis zum 10. März 1959 sowie erneut zwischen dem 30. September 1960 und dem 15. Mai 1963 Präsident der Kommission für Auswärtiges. Außerdem war er vom 12. Juni 1958 bis zum 30. Juni 1960 auch Mitglied der Kommission für Verfassungsangelegenheiten (I Commissione (Affari Costituzionali)). Im Kabinett Segni II fungierte er zwischen dem 15. Februar 1959 und dem 25. März 1960 als Minister ohne Geschäftsbereich beim Ministerpräsidenten für die Beziehungen zum Parlament (Ministri senza portafoglio del Consiglio dei Ministri con delega per i Rapporti con il Parlamento). Des Weiteren war er zwischen dem 15. Dezember 1960 und dem 15. Mai 1963 wieder Mitglied der Parlamentarischen Versammlung des Europarates.
Giuseppe Bettiol wurde bei den Wahlen am 28. April 1963 noch einmal für die DC im Wahlkreis Verona zum Mitglied der Abgeordnetenkammer gewählt und war während der vierten Legislaturperiode vom 1. Juli 1963 bis zum 4. Juni 1968 weiterhin Mitglied der Kommission für Auswärtiges.

### Senator

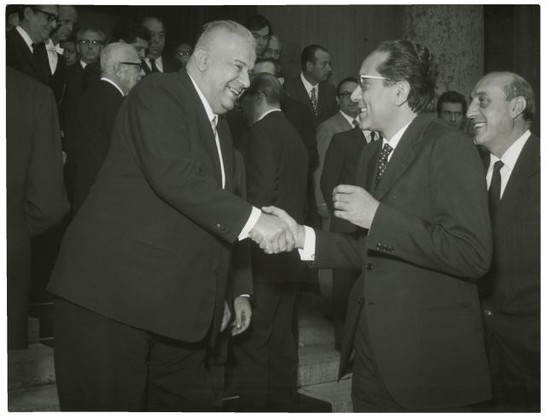
Giuseppe Bettiol mit Ministerpräsident Emilio Colombo (28. Mai 1971)

Nach zwanzigjähriger Mitgliedschaft in der Abgeordnetenkammer wurde Bettiol bei den Wahlen am 19. und 20. Mai 1968 für die Region Venezien erstmals zum Mitglied des Senats (Senato della Repubblica) gewählt. In der fünften Legislaturperiode (1968 bis 1972) war er zwischen dem 5. Juni 1968 und dem 24. Mai 1972 auch dort Mitglied der Ständigen Kommission für Auswärtige Angelegenheiten (3ª Commissione permanente (Affari esteri)). Ferner fungierte er vom 21. Januar 1969 bis zum 24. Mai 1972 abermals als Mitglied der Parlamentarischen Versammlung des Europarates.
Giuseppe Bettiol wurde bei den Wahlen am 7. Mai 1972 wieder zum Mitglied des Senats gewählt und gehörte diesem bis zum 4. Juni 1976 an. In dieser sechsten Legislaturperiode (1972 bis 1976) war er zunächst vom 4. bis zum 11. Juli 1972 zunächst weiterhin Mitglied der Ständigen Kommission für Auswärtige Angelegenheiten sowie zudem vom 4. bis zum 10. Juli 1972 sowie zwischen dem 11. Juli 1972 und dem 4. Juli 1976 Mitglied des Rates für Wahlen und parlamentarische Immunität (Giunta delle elezioni e delle immunita' parlamentari). Zudem war er vom 11. Juli 1972 bis zum 31. Juli 1973 Mitglied der Ständigen Kommission für Justiz (2ª Commissione permanente (Giustizia)) sowie im Anschluss zwischen dem 1. August 1973 und dem 4. Juli 1976 Mitglied der Ständigen Kommission für Verfassungsangelegenheiten (1ª Commissione permanente (Affari Costituzionali)). Außerdem war er vom 26. Oktober 1972 bis zum 4. Juli 1976 weiterhin Mitglied der Parlamentarischen Versammlung des Europarates.

## Veröffentlichungen
- L’efficacia della consuetudine nel diritto penale, Mailand 1931
- L’ordine dell'autorità nel diritto penale, Mailand 1934
- La correlazione fra accusa e sentenza nel processo penale, Mailand 1936
- Sulle presunzioni nel diritto e nella procedura penale, Mailand 1938
- Diritto penale. Parte generale, Palermo/Padua 1945, Neuauflagen 1950, 1958, 1962, 1966, 1969, 1973, 1982
- Il problema penale, Triest 1945, Neuauflage Palermo 1948
- Stato di diritto e misure di sicurezza. A cura della Facoltà di giurisprudenza dell’Università di Padova, Padua 1962
- Istituzioni di diritto e procedura penale, Padua 1973
- Scritti giuridici, 1966–1980, Padua 1980
- Gli ultimi scritti, 1980–1982, e la lezione di congedo, 6.Maggio 1982, Padua 1984